# دينيس جونسون (لاعب كرة قدم أمريكية أمريكي)
دينيس جونسون (بالإنجليزية: Dennis Johnson)‏ هو لاعب كرة قدم أمريكية أمريكي، ولد في 4 ديسمبر 1979 في دانفيل في الولايات المتحدة.

## وصلات خارجية
- دينيس جونسون على موقع مرجع كرة القدم المحترفة.كوم (الإنجليزية)